# Coven
Coven — американський рок-гурт, лідером якого є Джинкс Доусон. Пік популярності Coven припав на період 1960-70-хх років. Учасники колективу прославились шокуючим іміджем і окультною і сатанинською тематикою пісень.

## Історія
Гурт було засновано в кінці 1960-х років вокалісткою Джинкс Доусон, бас-гітаристом Озом Осборном і барабанщиком Стівом Россом. Спочатку музиканти, до яких приєднався гітарист Кріс Нілсен і клавішник Джон Хоббс, грали на розігріві у знаменитостей. Відмінною рисою Coven вже тоді були театралізовані концертні виступи з активним використанням сатаністської символіки.
Гурт помітив місцевий продюсер Білл Траут, який допоміг їм отримати контракт з Mercury Records. В 1969 році вийшов деб'ютний альбом Witchcraft Destroys Minds & Reaps Souls. Завершальною композицією був тридцятихвилинний запис чорної меси. Імідж гурту викликав негативну реакцію преси та бойкот зі сторони дистриб'юторів, а Black Sabbath, котрі набирали популярність за океаном, також експлуатували окультну тематику, засунули Coven в тінь. Після виходу статті про сатанізм в журналі Empire, на обкладинці якого фігурував Чарльз Менсон з альбомом Coven в руці, лейбл Mercury Records офіційно відкликав альбом з продажу.
В 1971 році Джинкс Доусон записала для фільму «Billy Lack» кавер-версію антивоєнної пісні канадського гурту Original Caste «One Tin Soldier». При цьому, за наполяганням Доусон, виконавцем пісні було вказано весь гурт. Композиція потрапила в Billboard Hot 100, а в наступному році Coven перезаписали її та видали у своєму другому альбомі  Coven, який вийшов на MGM. У 1973 і 1974 роках пісня ще двічі потрапляла в чарт і користувалася великою популярністю на радіо.
В 1974 році був записаний третій альбом Blood On The Snow, у якому колектив представив більш «важке» звучання. Диск був неуспішним, і гурт розпався, а Доусон почала кар'єру кіноактриси. Доусон та Стів Росс об'єднались в 1990 році, щоб записати саундтрек до фільму «Heaven Can Help». У 2008 році Джинкс Доусон разом з сесійними музикантами випустила новий альбом Coven під назвою Metal Goth Queen~Out of the Vault.

## Вплив
Журналіст Майкл Мойніхан в книзі Lords of Chaos цитує зізнання King Diamond про вплив, який на нього мала Джинкс Доусон. В 1970 році рецензент з Rolling Stone в статті про деб'ютний альбом Black Sabbath, відзначаючи інтерес гурту до окультної тематики та вторинність її звучання, назвав її «чимось на зразок англійської відповіді Coven».
Схожість Coven і Black Sabbath відзначають і багато інших критиків. Обидва гурти починали кар'єру приблизно в один і той же час і здобули популярність завдяки сценічному іміджу та інтересу до окультної тематики. Бас-гітарист Coven і лідер Black Sabbath виступали під майже однаковими іменами, а в дебютному альбомі Coven є пісня «Black Sabbath».

## Дискографія
- Witchcraft Destroys Minds & Reaps Souls (1969)
- Coven (1972)
- Blood On The Snow (1974)
- Metal Goth Queen~Out of the Vault (2008)
- Jinx (2013)